# Fionn Ferreira
Pour les articles homonymes, voir Ferreira.
Fionn Ferreira (de son nom complet Fionn Miguel Eckardt Ferreira) est un étudiant irlandais. En 2019, il se fait connaître en mettant au point un procédé d'extraction des microplastiques de l'eau, ouvrant ainsi la voie à des développements industriels permettant de lutter contre la pollution plastique dans les milieux naturels aquatiques.

## Biographie
Fionn Ferreira est né à Cork et vit à Ballydehob, à proximité.

## Procédés mis au point
S'inspirant du procédé imaginé par Arden Warner pour collecter les nappes de pétrole flottantes lors de marées noires,, Fionn Ferreira met en place un procédé permettant de collecter les microplastiques de l'eau. Le procédé qu'il met au point utilise des ferrofluides et des aimants collecteurs ; une série de 1 000 tests réalisés en laboratoire montre un taux de réussite de 87 %.

## Distinctions et prix
Un petit corps de la Ceinture d'astéroïdes, découvert en 2018 par le Laboratoire Lincoln, porte son nom (Fionnferreira).
En 2018, Fionn Ferreira est lauréat du Intel ISEF 2018 Special Awards. Le 29 juillet 2019, il est récipiendaire du Google Science Fair.